# Clarias dhonti
Clarias dhonti is een straalvinnige vissensoort uit de familie van de kieuwzakmeervallen (Clariidae). De wetenschappelijke naam van de soort is voor het eerst geldig gepubliceerd in 1920 door George Albert Boulenger.